# John Ekman
John Ossian Ekman, född 15 november 1880 i Kungsholms församling i Stockholm, död 21 november 1949 i Göteborg, var en svensk skådespelare.

## Biografi
Ekman utbildade sig först till konstnär under Richard Bergh. Åren 1900–1903 var han anställd vid Svenska teatern och grundade 1904 Lilla teatern tillsammans med A. Eckerman. Mellan 1905 och 1918 var han anställd vid olika sällskap i landsorten, 1918–1923 vid Lorensbergsteatern i Göteborg och 1923–1928 vid Helsingborgs stadsteater och från 1928 åter vid Lorensbergsteatern.

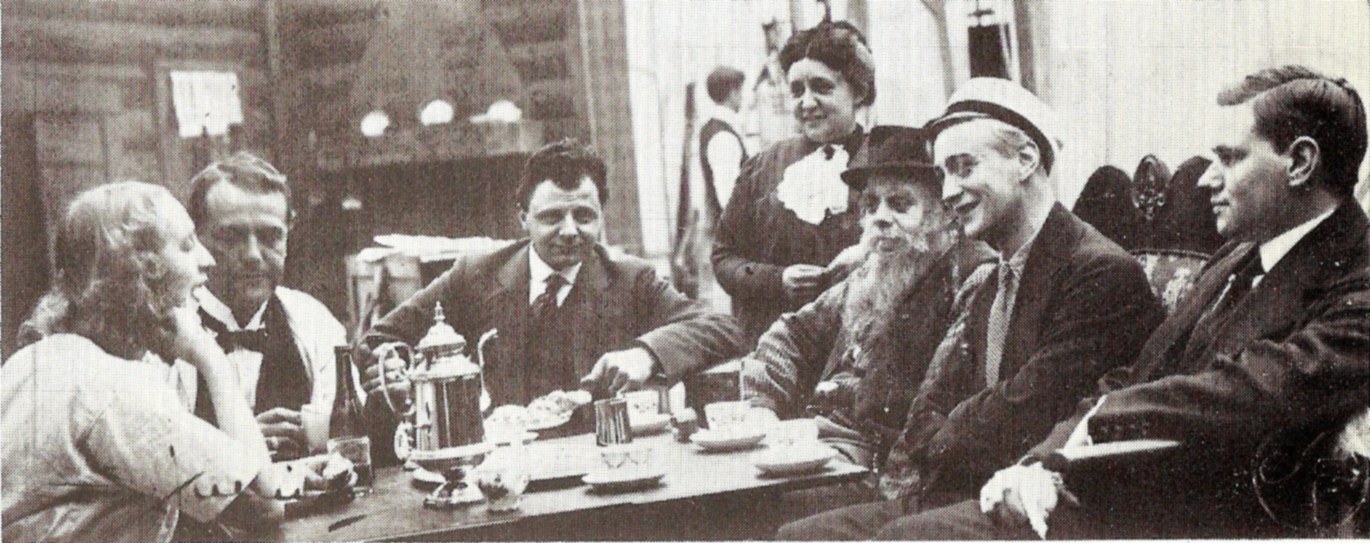
Bild från inspelningen av Trädgårdsmästaren. Från vänster till höger: Lili Bech, Victor Sjöström, John Ekman, Karin Alexandersson, Gunnar Bohman, Gösta Ekman och okänd.

Bland Ekmans scenroller märks Per Gynt, Gert Bokpräntare i Mäster Olof, Jean i Fröken Julie, Maurice i Brott och brott, Bast i Livet i våld, Guido Colonna i Monna Vanna, Potemkin i Katarina den stora, Terekhine i Rost, Brotskij i Breven med utländska frimärken samt Daniel i Han som fick leva om sitt liv.
Han engagerades 1911–1917 vid Svenska Biografteatern i Kristianstad.[källa behövs] Han filmdebuterade 1912 i Georg af Klerckers kortfilm Dödshoppet från cirkuskupolen, och han kom att medverka i drygt 85 
filmproduktioner.
Ekman avled på Karlstads lasarett av skador han ådrog sig några veckor tidigare då en buss med skådespelare från Riksteatern kolliderade med en personbil strax utanför Karlstad. Teatergruppen var på turné med En handelsresandes död och på väg till Skara.

## Filmografi i urval
- 1912 – Trädgårdsmästaren
- 1912 – Säterjäntan
- 1912 – De svarta maskerna
- 1912 – Ett hemligt giftermål eller Bekännelsen på dödsbädden
- 1912 – Dödsritten under cirkuskupolen
- 1913 – De lefvande dödas klubb
- 1913 – Lady Marions sommarflirt
- 1913 – Blodets röst
- 1913 – Den okända
- 1913 – Gränsfolken
- 1913 – Miraklet
- 1914 – Kärlek starkare än hat eller Skogsdotterns hemlighet
- 1914 – Bröderna
- 1914 – Kammarjunkaren
- 1914 – Dömen icke
- 1914 – Halvblod
- 1914 – Högfjällets dotter
- 1914 – Hjärtan som mötas
- 1914 – Stormfågeln
- 1914 – Gatans barn
- 1915 – Strejken
- 1915 – Judaspengar
- 1915 – Sonad skuld
- 1915 – Kampen om en Rembrandt
- 1915 – Hans hustrus förflutna
- 1915 – Mästertjuven
- 1915 – Hämnaren
- 1915 – Madame de Thèbes
- 1915 – Landshövdingens döttrar
- 1915 – Hans faders brott
- 1915 – Det var i maj
- 1916 – Ålderdom och dårskap
- 1916 – Havsgamar
- 1916 – Lyckonålen
- 1916 – Enslingens hustru
- 1916 – I elfte timmen
- 1917 – Den levande mumien
- 1917 – Vem sköt?
- 1917 – Sin egen slav
- 1917 – Paradisfågeln
- 1917 – Terje Vigen
- 1917 – Jungeldrottningens smycke
- 1918 – Berg-Ejvind och hans hustru
- 1919 – Sången om den eldröda blomman
- 1920 – Mästerman
- 1920 – Familjens traditioner
- 1921 – De landsflyktige
- 1923 – Norrtullsligan
- 1921 – Körkarlen
- 1921 – Högre ändamål
- 1923 – Johan Ulfstjerna
- 1923 – Friaren från landsvägen
- 1924 – Unge greven ta'r flickan och priset
- 1925 – Karl XII
- 1925 – Ett köpmanshus i skärgården
- 1925 – Kalle Utter
- 1925 – Ingmarsarvet
- 1926 – Flickorna på Solvik
- 1927 – Vad kvinnan vill
- 1928 – Svarte Rudolf
- 1928 – Synd
- 1931 – Hotell Paradisets hemlighet
- 1934 – Atlantäventyret
- 1934 – Sången om den eldröda blomman
- 1934 – Synnöve Solbakken
- 1935 – Fredlös
- 1936 – Bombi Bitt och jag
- 1936 – 33.333
- 1936 – Kungen kommer
- 1938 – Baldevins bröllop
- 1939 – Folket på Högbogården
- 1940 – Hans Nåds testamente
- 1941 – Gentlemannagangstern
- 1941 – Striden går vidare
- 1941 – Lasse-Maja
- 1941 – Snapphanar
- 1942 – General von Döbeln
- 1944 – Räkna de lyckliga stunderna blott
- 1945 – Svarta rosor
- 1945 – Rosen på Tistelön
- 1945 – Den allvarsamma leken
- 1946 – Försök inte med mej
- 1947 – Får jag lov, magistern!
- 1948 – Marknadsafton
- 1948 – Lars Hård
- 1948 – Vart hjärta har sin saga
- 1949 – Kärleken segrar
- 1949 – Janne Vängman på nya äventyr
- 1949 – Lång-Lasse i Delsbo
- 1950 – Till glädje

### Regi
- 1912 - Säterjäntan
- 1914 - Kammarjunkaren

## Teater

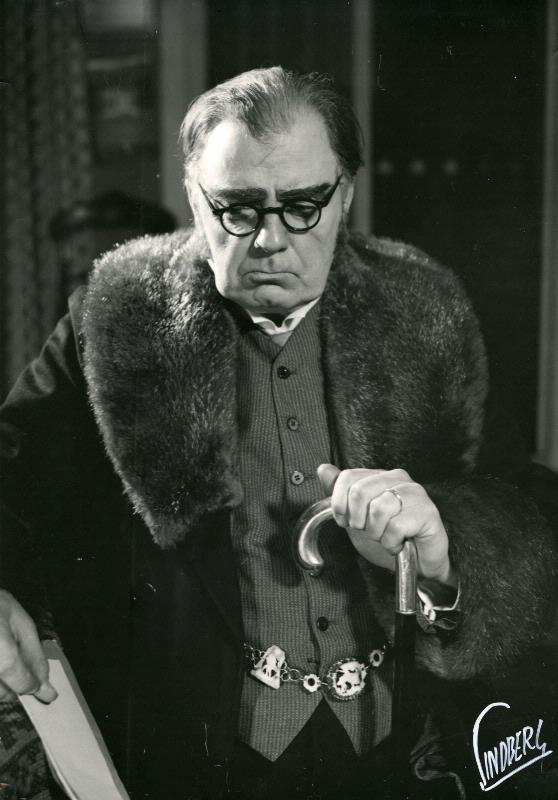
John Ekman i August Strindbergs Påsk på Helsingborgs stadsteater 1948.

### Roller (ej komplett)
| År   | Roll                      | Produktion                                                                       | Regi                      | Teater                   |
| ---- | ------------------------- | -------------------------------------------------------------------------------- | ------------------------- | ------------------------ |
| 1911 | Sang                      | Över förmåga (Over ævne) Bjørnstjerne Bjørnson                                   | Arvid Englind             | Arvid Englinds sällskap  |
| 1915 | Bällin                    | Hittebarnet August Blanche                                                       | Einar Fröberg             | Intima teatern           |
| 1915 | Norden                    | Moral Ludwig Thoma                                                               | Einar Fröberg             | Intima teatern           |
| 1916 | Anckarström               | Gustaf III August Strindberg                                                     | Einar Fröberg             | Intima teatern           |
| 1916 | Filip Lundin              | Takrännan Gustaf Collijn                                                         | Gustaf Collijn            | Intima teatern           |
| 1916 | Béralde                   | Den inbillningssjuke (Le Malade imaginaire) Molière                              | Einar Fröberg             | Intima teatern           |
| 1916 | Gottwald                  | Hannele (Hanneles Himmelfahrt) Gerhart Hauptmann                                 | Einar Fröberg             | Intima teatern           |
| 1917 | Harman                    | Fädernesland (Fædreland) Einar Christiansen                                      | Einar Fröberg             | Intima teatern           |
| 1917 | Andreas Peter Bernstorff  | Stövlett-Kathrine (Støvlet-Kathrine) Dikken von der Lyhe Zernichow               | Einar Fröberg             | Intima teatern           |
| 1917 | Larsson                   | Adlig ungdom Algot Ruhe                                                          | Rune Carlsten             | Intima teatern           |
| 1917 | Brukspatron David Contant | Kapten Puff eller Storprataren Olof Kexél                                        | Rune Carlsten             | Intima teatern           |
| 1918 | Kapellanen                | Syster Beatrice (Sœur Beatrice) Maurice Maeterlinck                              | Einar Fröberg             | Intima teatern           |
| 1918 | George                    | Richard III (The Tragedy of Richard the Third) William Shakespeare               | Einar Fröberg             | Intima teatern           |
| 1918 | Gerhard Dahlstrup         | Under lagen (Under loven) Edvard Brandes                                         | Einar Fröberg             | Intima teatern           |
| 1918 | Akim                      | Den röde André Mikael Lybeck                                                     | Rune Carlsten             | Intima teatern           |
| 1919 |                           | Sanningen (The Truth) Clyde Fitch                                                | Per Lindberg              | Lorensbergsteatern       |
| 1922 |                           | Hjälten på den gröna ön (The Playboy of the Western World) John Millington Synge | Rune Carlsten             | Lorensbergsteatern       |
| 1923 | Fritz Herrman             | Moral Ludwig Thoma                                                               | Torsten Hammarén          | Helsingborgs stadsteater |
| 1923 | Häradshövding Borg        | Högt spel Ernst Didring                                                          | Gerda Lundequist-Dalström | Helsingborgs stadsteater |
| 1923 | Ulrik                     | Komedien Nini Roll Anker                                                         | Gerda Lundequist-Dalström | Helsingborgs stadsteater |
| 1923 | Chris Christopherson      | Anna Christie Eugene O'Neill                                                     | Gerda Lundequist-Dalström | Helsingborgs stadsteater |
| 1923 | Tomtefar                  | Tomtefar Carlo Keil-Möller                                                       | Carlo Keil-Möller         | Helsingborgs stadsteater |
| 1923 | Doktor Onsö               | Det lyckliga valet (Det lykkelige valg) Nils Kjær                                | Torsten Hammarén          | Helsingborgs stadsteater |
| 1924 | Raol de Trembly-Matour    | Hjärter är trumf (Atout… coeur ) Felix Gandera                                   | Torsten Hammarén          | Helsingborgs stadsteater |
| 1924 | Carl Robert Stenklo       | Disciplin Einar Fröberg                                                          | Torsten Hammarén          | Helsingborgs stadsteater |
| 1924 | Esteban                   | Åtrå Jacinto Benavente                                                           | Gerda Lundequist-Dalström | Helsingborgs stadsteater |
| 1924 | Professorn                | Försvarsadvokaten (A doktor úr) Ferenc Molnár                                    | Torsten Hammarén          | Helsingborgs stadsteater |
| 1924 | Le Gueldic                | Hans rätta hustru Jacques Bousquet och Henri Falk                                | Hjalmar Peters            | Helsingborgs stadsteater |
| 1924 | Chaumont                  | Främlingen Paul Armont och Louis Verneuil                                        | Hjalmar Peters            | Helsingborgs stadsteater |
| 1924 | Kappadocier               | Salome Oscar Wilde                                                               | Torsten Hammarén          | Helsingborgs stadsteater |
| 1924 | Mr Lingley                | Till främmande hamn (Outward Bound) Sutton Vane                                  | Torsten Hammarén          | Helsingborgs stadsteater |
| 1924 | Sven Ersson i Hult        | Värmlänningarna Fredrik August Dahlgren och Andreas Randel                       | Hjalmar Peters            | Helsingborgs stadsteater |
| 1925 | Bokbindare Pelle Borg     | Dagens hjälte Carlo Keil-Möller                                                  | Torsten Hammarén          | Helsingborgs stadsteater |
| 1925 | Kronofogden               | Thora van Deken Henrik Pontoppidan och Hjalmar Bergstrøm                         | Gerda Lundequist-Dalström | Helsingborgs stadsteater |
| 1925 | Grosshandlare Friis       | Kära släkten (Den kjære Familie) Gustav Esmann                                   | Gerda Lundequist-Dalström | Helsingborgs stadsteater |
| 1925 | Prosten Bergius           | Lite ljuga... Sven Åkerberg                                                      | Helge Wahlgren            | Helsingborgs stadsteater |
| 1925 | Georges Duval             | Kameliadamen (La Dame aux camélias) Alexandre Dumas den yngre                    | Helge Wahlgren            | Helsingborgs stadsteater |
| 1925 | Fadern                    | Löftet Tomasino Scotti                                                           | Gerda Lundequist-Dalström | Helsingborgs stadsteater |
| 1925 | Skådespelaren             | Den sköna Melusina Oscar Rydqvist                                                |                           | Helsingborgs stadsteater |
| 1925 | Kaplanen                  | Ljungby horn Edgar Collin, Vilhelm Østergaard, och Alfred Ipsen                  | Helge Wahlgren            | Helsingborgs stadsteater |
| 1926 | Wolf Beifeld              | Liliom Ferenc Molnár                                                             | Torsten Hammarén          | Helsingborgs stadsteater |
| 1926 | Rune                      | Nationalmonumentet Tor Hedberg                                                   | Helge Wahlgren            | Helsingborgs stadsteater |
| 1926 | Stogumber                 | Sankta Johanna (Saint Joan) George Bernard Shaw                                  | Gösta Cederlund           | Helsingborgs stadsteater |
| 1926 | Jérome de Courvoisier     | Spelet om kärleken och döden (Jeu de l’amour et de la mort) Romain Rolland       | Albert Nycop              | Helsingborgs stadsteater |
| 1927 | Dede                      | Vi och de våra (Loyalties) John Galsworthy                                       | Gösta Cederlund           | Helsingborgs stadsteater |
| 1927 | Jöran Persson             | Gustav Vasa August Strindberg                                                    | Gösta Cederlund           | Helsingborgs stadsteater |
| 1927 | Albert Letournel          | Min fröken mor Louis Verneuil                                                    | Albert Nycop              | Helsingborgs stadsteater |
| 1927 | Almady                    | Komedin på slottet (Spiel im Schloss ) Ferenc Molnár                             | Albert Nycop              | Helsingborgs stadsteater |
| 1927 | Axel Oxenstierna          | Kristina August Strindberg                                                       | Gösta Cederlund           | Helsingborgs stadsteater |
| 1927 | Meyer, grosshandlare      | Simson och Delila (Samson og Dalila) Sven Lange                                  | John Westin               | Helsingborgs stadsteater |
| 1927 | Waltford                  | Mysteriet Milton (The Ringer) Edgar Wallace                                      | Gösta Cederlund           | Helsingborgs stadsteater |
| 1927 | Johan Söderholm           | Halta Lena och vindögda Per Ernst Fastbom                                        | Albert Nycop              | Helsingborgs stadsteater |
| 1936 | Salvadore                 | Kokosnöten (Noix de coco) Marcel Achard                                          | Rune Carlsten             | Dramaten                 |
| 1946 | Andre patriciern          | Caligula Albert Camus                                                            | Ingmar Bergman            | Göteborgs stadsteater    |
| 1947 | Pastor Broms              | Dagen slutar tidigt Ingmar Bergman                                               | Ingmar Bergman            | Göteborgs stadsteater    |
| 1948 |                           | Köpmannen i Venedig (The Merchant of Venice) William Shakespeare                 | Olof Molander             | Malmö stadsteater        |
| 1948 | Lindkvist                 | Påsk August Strindberg                                                           | Gunnar Ekström            | Helsingborgs stadsteater |

### Radioteater
| År   | Roll | Produktion                       | Regi        |
| ---- | ---- | -------------------------------- | ----------- |
| 1940 |      | En gammal symaskin Moa Martinson | Lars Madsén |